# Baldosa de Bilbao

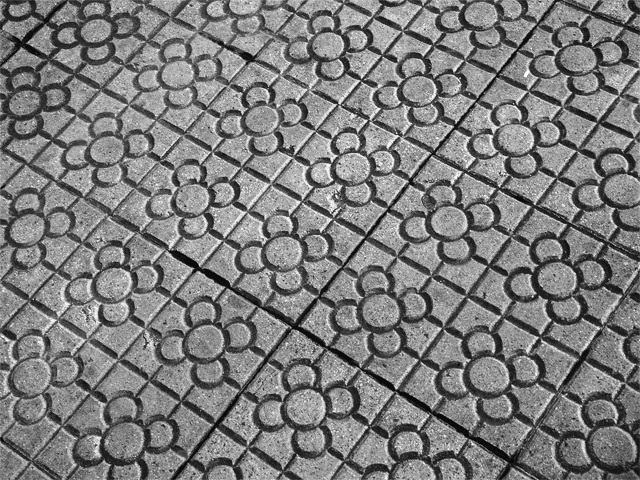
Baldosa de Bilbao.

La baldosa de Bilbao es una conocida baldosa con un dibujo de tipo roseta originalmente fabricada en hormigón y arena gruesa, cubierta con viruta de hierro. Actualmente se hace con cemento. Se utiliza en las aceras de la villa de Bilbao en sustitución del asfalto.

## Características
Este tipo de baldosas roseta se caracteriza por sus surcos en forma de flor y los cuatro canales que desaguan la lluvia. El dibujo se repite cuatro veces en una baldosa cuadrada de treinta centímetros de lado.
Fue ideada en la primera mitad del siglo XX, para cubrir las necesidades de poblaciones con un clima lluvioso como lo es el bilbaíno. Su diseño original, sin embargo, proviene de Barcelona, de la llamada loseta de la «rosa de Barcelona» (o «flor de Barcelona»), diseñada por Josep Puig i Cadafalch para el patio de carruajes de la casa Amatller. En la Ciudad Condal se usa en un tipo de loseta de cemento hidráulico de 20 x 20 cm, presente en numerosas calles de la ciudad, sobre todo en el Ensanche.
Existen muchas otras baldosas similares de tipo roseta, de diferentes tamaños, algunas anteriores al diseño bilbaíno. La baldosa de Bilbao se exportó a numerosas ciudades de todo el mundo, especialmente en España, Guinea Ecuatorial y varios países de Sudamérica como Argentina.

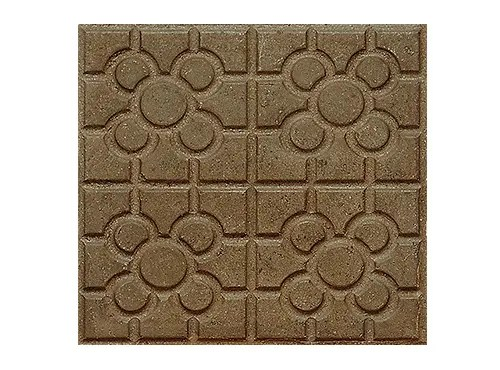

La medida de la loseta es de 30cm. x 30cm.

## Historia

### Hipótesis sobre su origen
No está claro el origen de la baldosa de Bilbao. Por ello, han surgido diversas hipótesis que tratan de aclarar las incógnitas sobre su creación:
Según Tito Aceves, subdirector de Infraestructuras y Mantenimiento del Ayuntamiento de Bilbao, el consistorio bilbaíno convocó un concurso para elegir el diseño, tras lo cual comenzaron a fabricarse en un taller propio entre los años cuarenta y cincuenta del siglo XX.
Según Fernando Sáenz de Echenique, profesor del Instituto de Enseñanza Superior Rekaldeberri, la fecha en la que se fabricaron las primeras es anterior, entre los años veinte y treinta. Fueron elaboradas por Eduardo Sáenz Venturini (hermano del escultor bilbaíno Federico Sáenz Venturini), hasta mediados de los años treinta, en su fábrica de piedra artificial de la avenida San Mamés, siguiendo la fórmula de un fabricante valenciano del que era cliente y amigo.
Según la empresa Almacenes Robredo, S.L., fue en "La Moderna", fábrica de mosaicos y baldosas hidráulicas fundada en el año 1920 y propiedad de Darío Robredo, donde se realizaron las primeras baldosas "tipo Bilbao" tanto para la villa como para su exportación. Actualmente continúan fabricando este tipo de baldosas, aunque el consistorio realiza contratos por concurso, labor gestionada actualmente por Fhimasa, siendo realizados los lotes de baldosas para la villa por diversos fabricantes.

### En la actualidad
Actualmente es una imagen muy representativa de la villa de Bilbao, y numerosas veces es utilizada como símbolo. Algunos ejemplos podrían ser carteles festivos, artículos de regalo, recuerdos, repostería, pañuelo de fiestas, o los premios baldosa de Bilbao otorgados anualmente por Bilbao Ekintza, que reconocen a las empresas que han participado en los programas del consistorio municipal.